# Pasajul Macca-Vilacrosse
Pasajul Macca-Vilacrosse è una strada porticata coperta di vetro giallo a forma di forcella nel centro di Bucarest, in Romania. Un tempo sul luogo oggi occupato dal passaggio si trovava la locanda Hanul Câmpineanu.

## Storia
La vecchia locanda fu acquistata da Petros Seraphim, che lo regalò a due delle sue figlie come doti. La figlia Polixena sposò nel 1843 il catalano Xavier Vilacrosse, capo architetto di Bucarest nel periodo 1840-1848, e la locanda prese il suo nome. La figlia Anastasia sposò Mihalache Macca, che da parte sua, costruì negozi di lusso. Alla fine del 1880, la città decise di acquistare i siti per costruire un passaggio in stile occidentale per alleviare la congestione stradale. Fu progettato dall'architetto Felix Xenopol e inaugurato nel 1891.
Poiché la parte centrale del sito - comprata inizialmente dalla Società Filarmonica per la costruzione della prima Filarmonica Nazionale - era occupata dal Stadt Pest Hotel ed il proprietario si era rifiutato di vendere, il passaggio venne eseguito come una forma a due punte, simile a una forchetta, con due ali attorno ai due lati dell'hotel. Le strade strette furono coperte da un tetto di vetro, che permetteva l'ingresso della luce naturale e al contempo riparava dalla pioggia. Il piano terra fu destinato a negozi, mentre le stanze al primo piano divennero appartamenti residenziali in affitto. Un ramo del passaggio si chiamava Vilacrosse, mentre l'altro si chiamava Macca, in onore dei vecchi proprietari. L'estremità a due punte si apre su Calea Victoriei, uno dei viali principali di Bucarest; l'altra estremità si apre su via Eugen Carada, verso la Banca Nazionale, nello storico distretto di Lipscani.
Pasajul Macca-Vilacrosse ospitò la prima borsa di Bucarest, prima che fosse costruita una struttura più grande e più appropriata in Strada Bursei. Tra il 1950 e il 1990 il passaggio fu chiamato Pasajul Bijuteria ("Passaggio della gioielleria"), ma in seguito fu ripristinato il nome iniziale.
Oggi ospita diversi ristoranti all'aperto e al coperto, tra cui un bar ristorante egiziano, il Blues Cafe, un bistrot, un ristorante cinese e un wine bar
Nel 2010, l'edificio è stato inserito dal Ministero della cultura e del patrimonio nazionale rumeno nella lista dei monumenti storici, con il codice B-II-a-A-19837.

## Galleria d'immagini

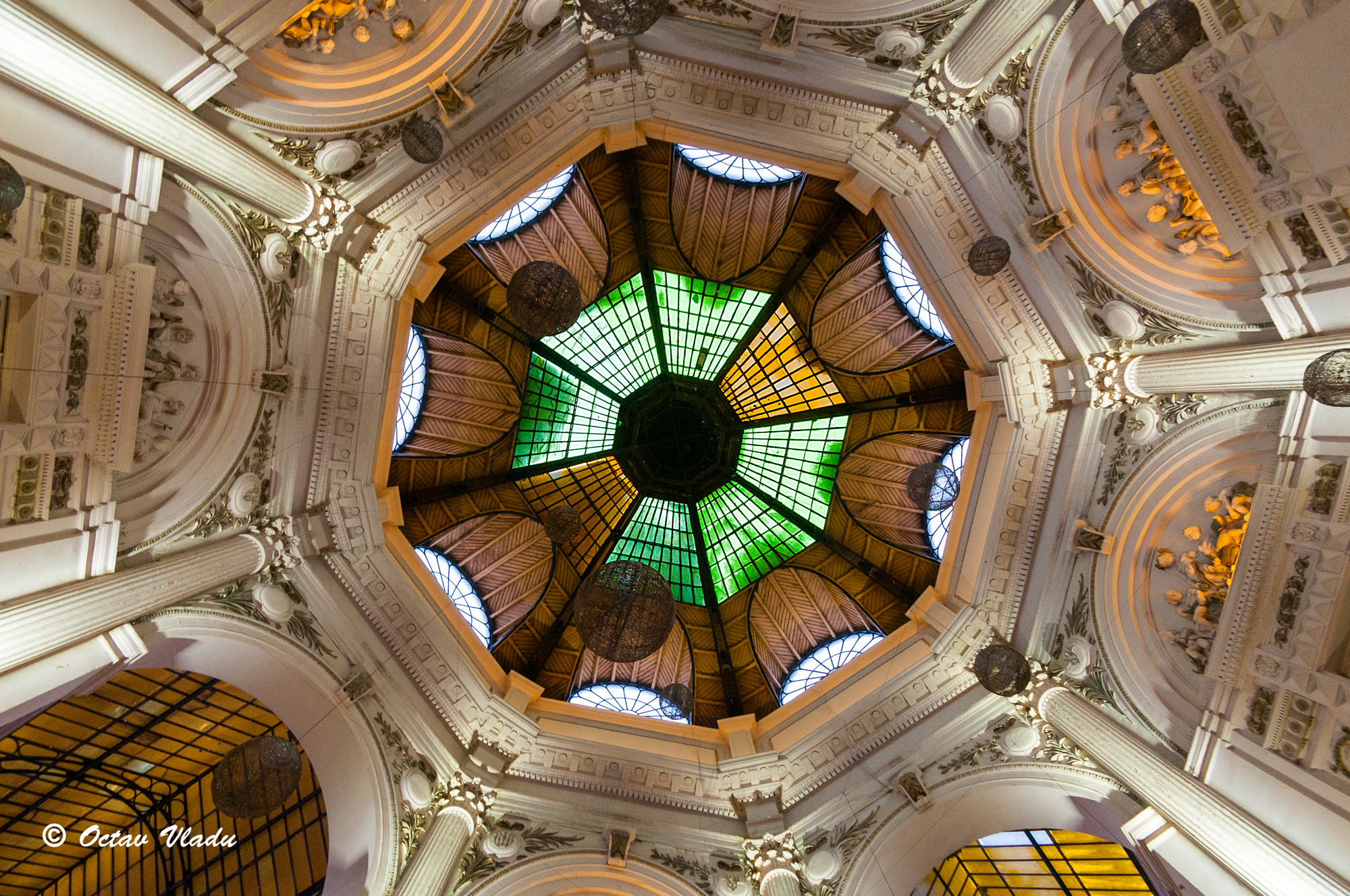
La cupola centrale
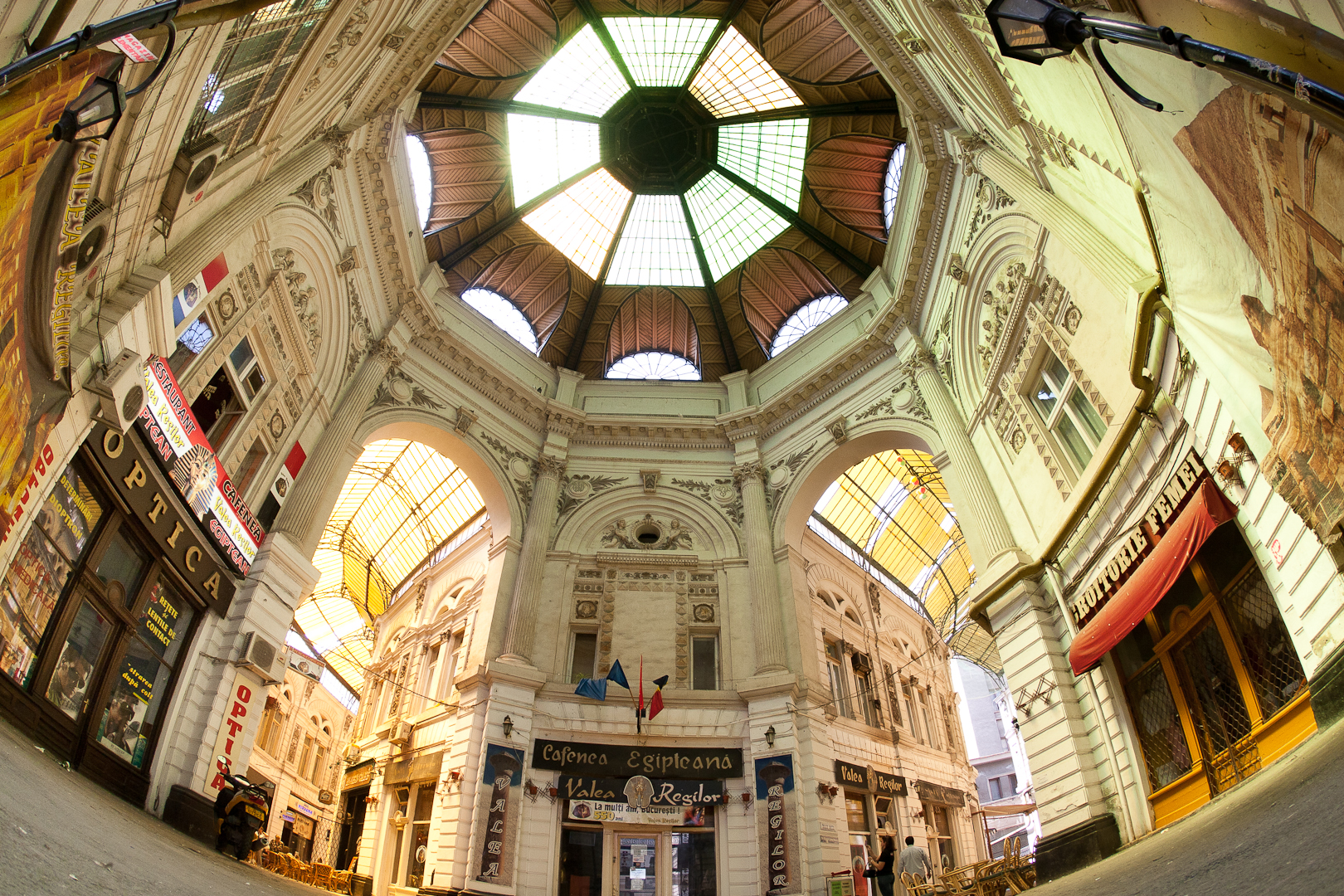
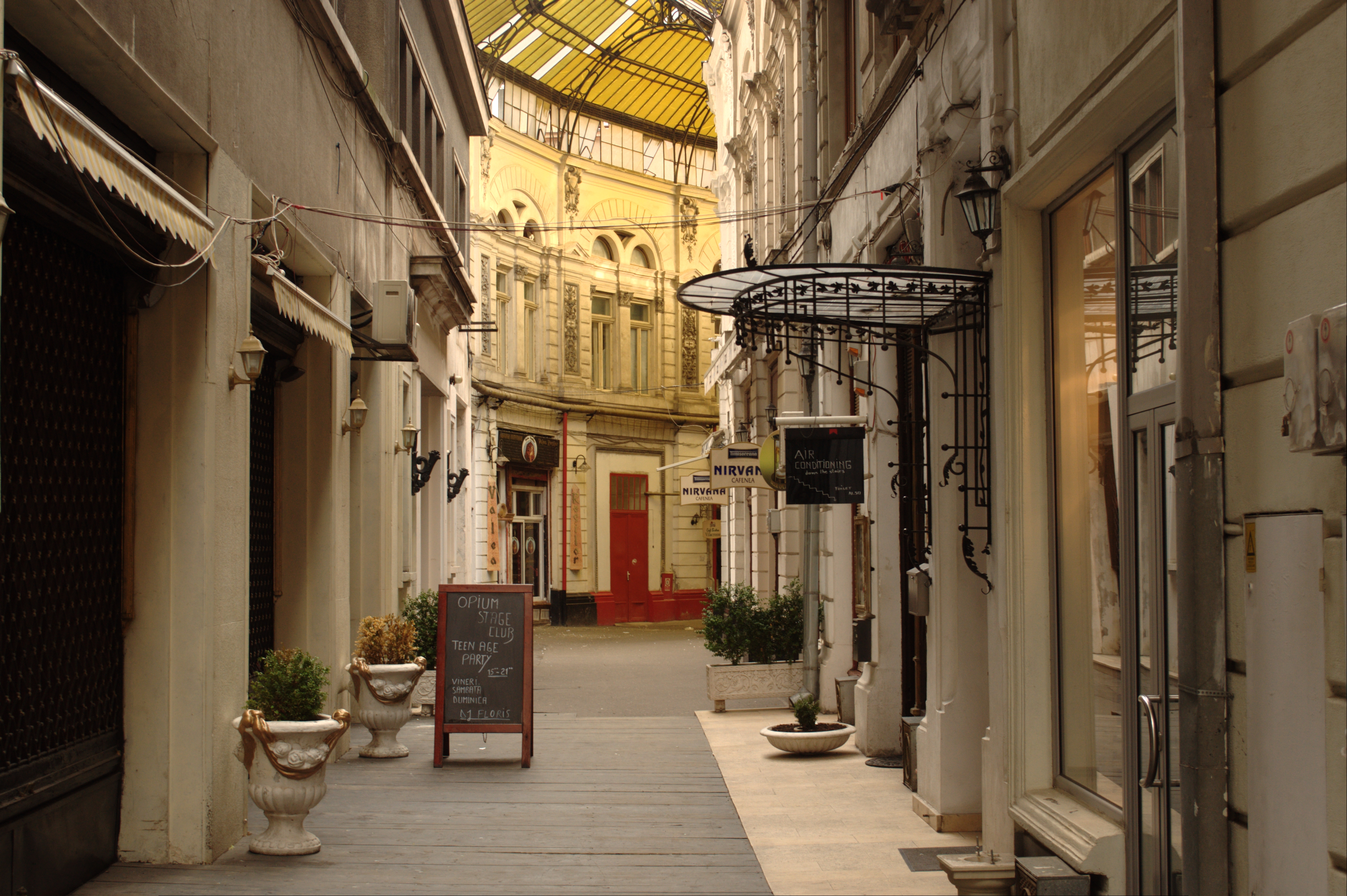
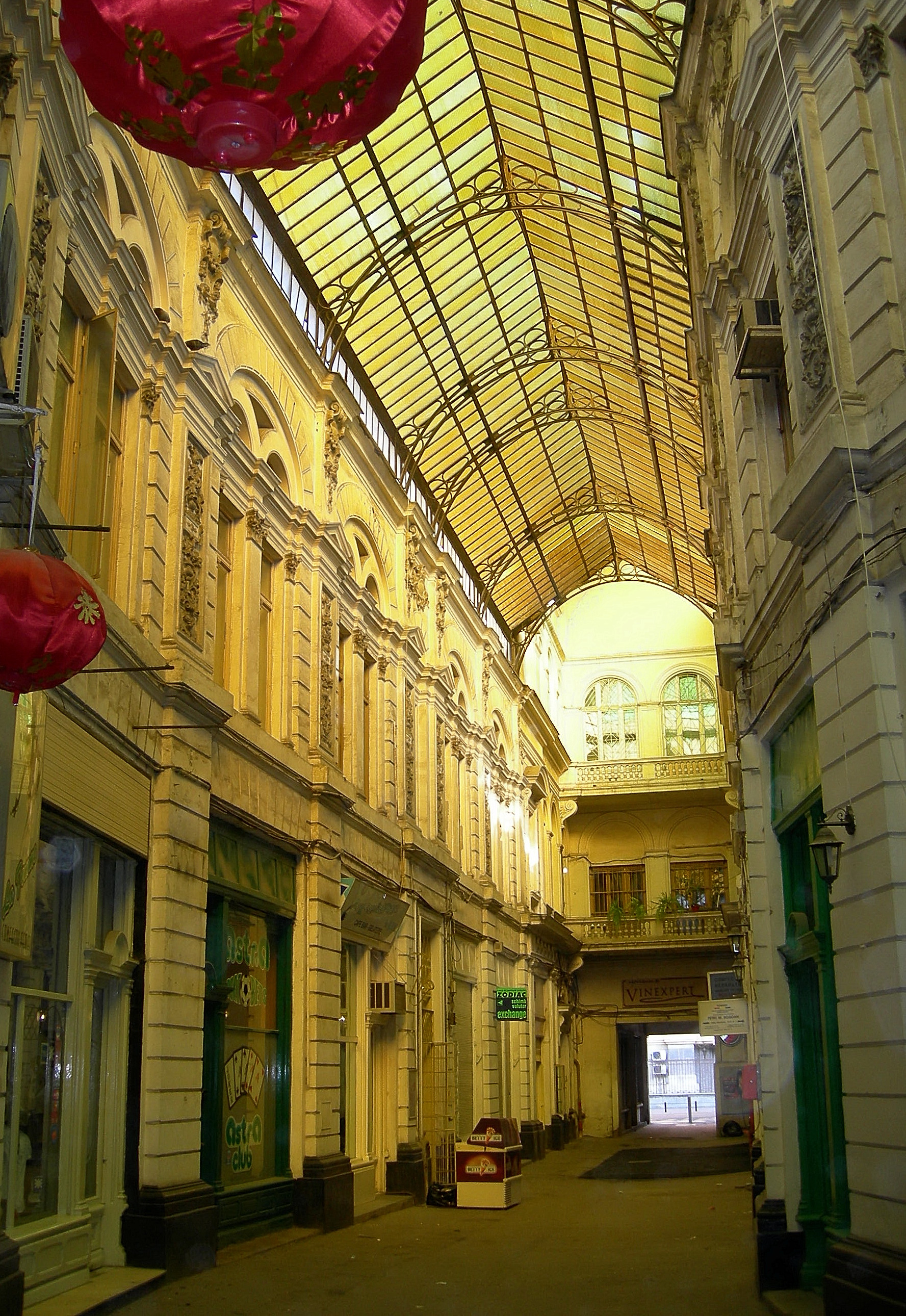
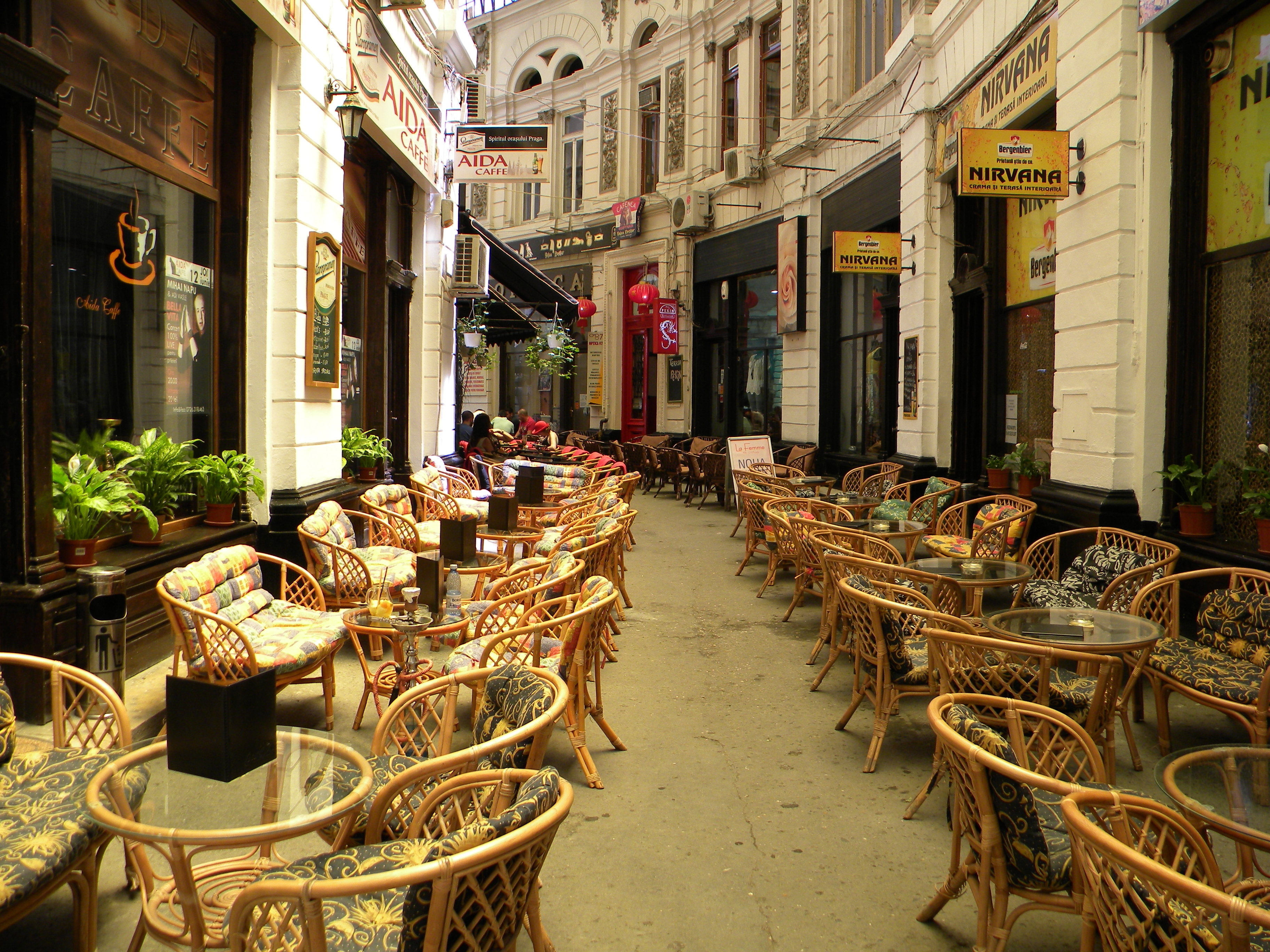
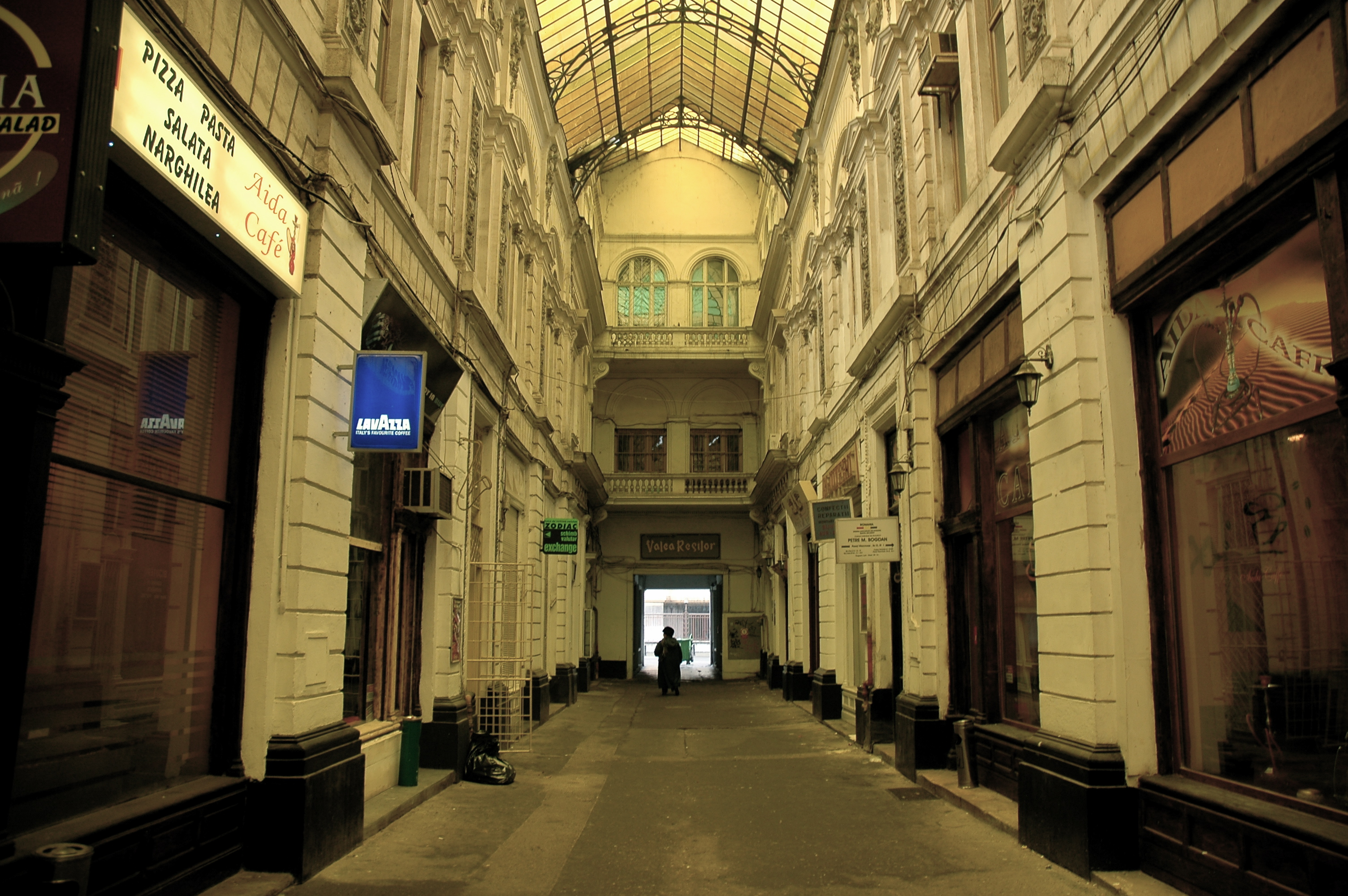
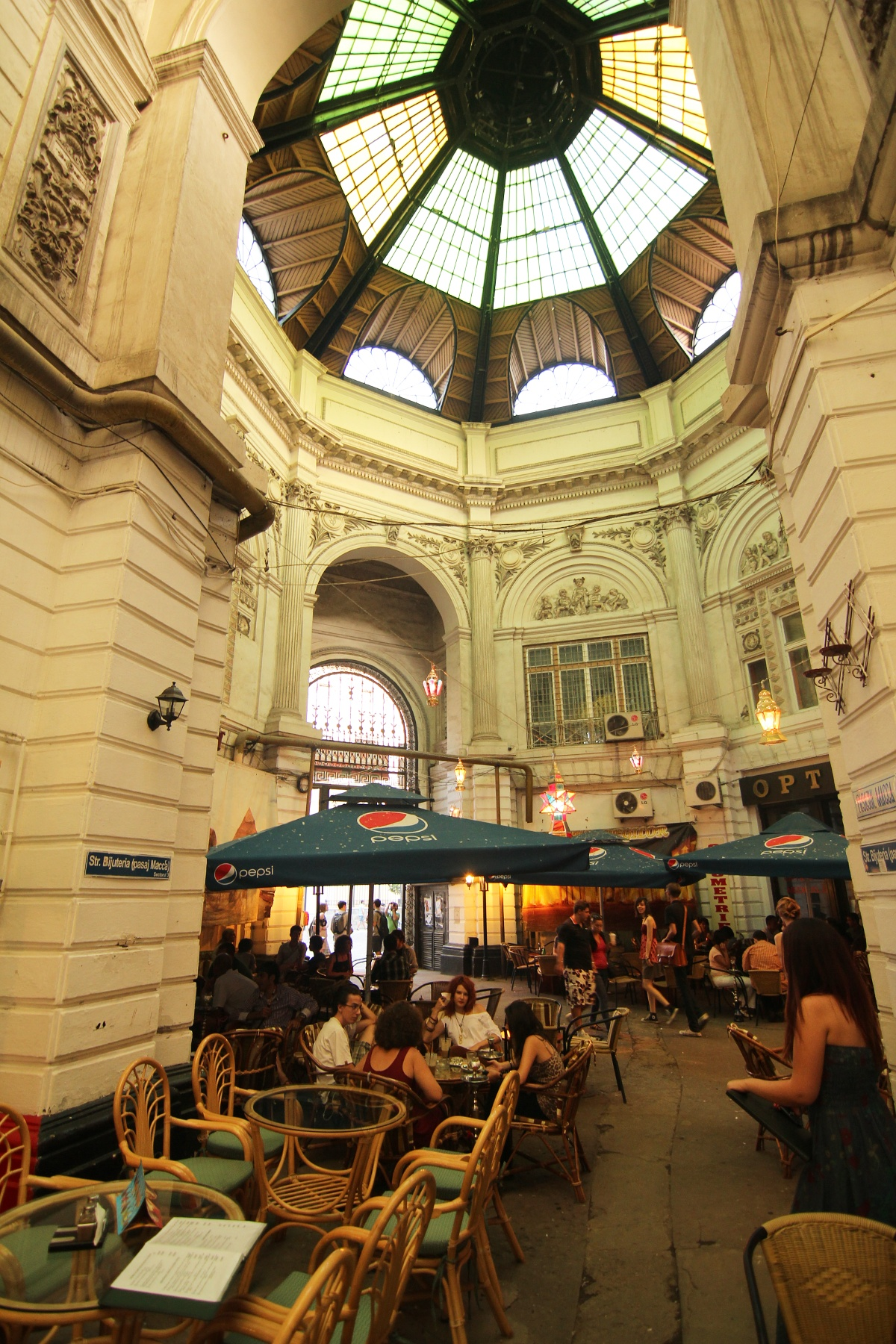
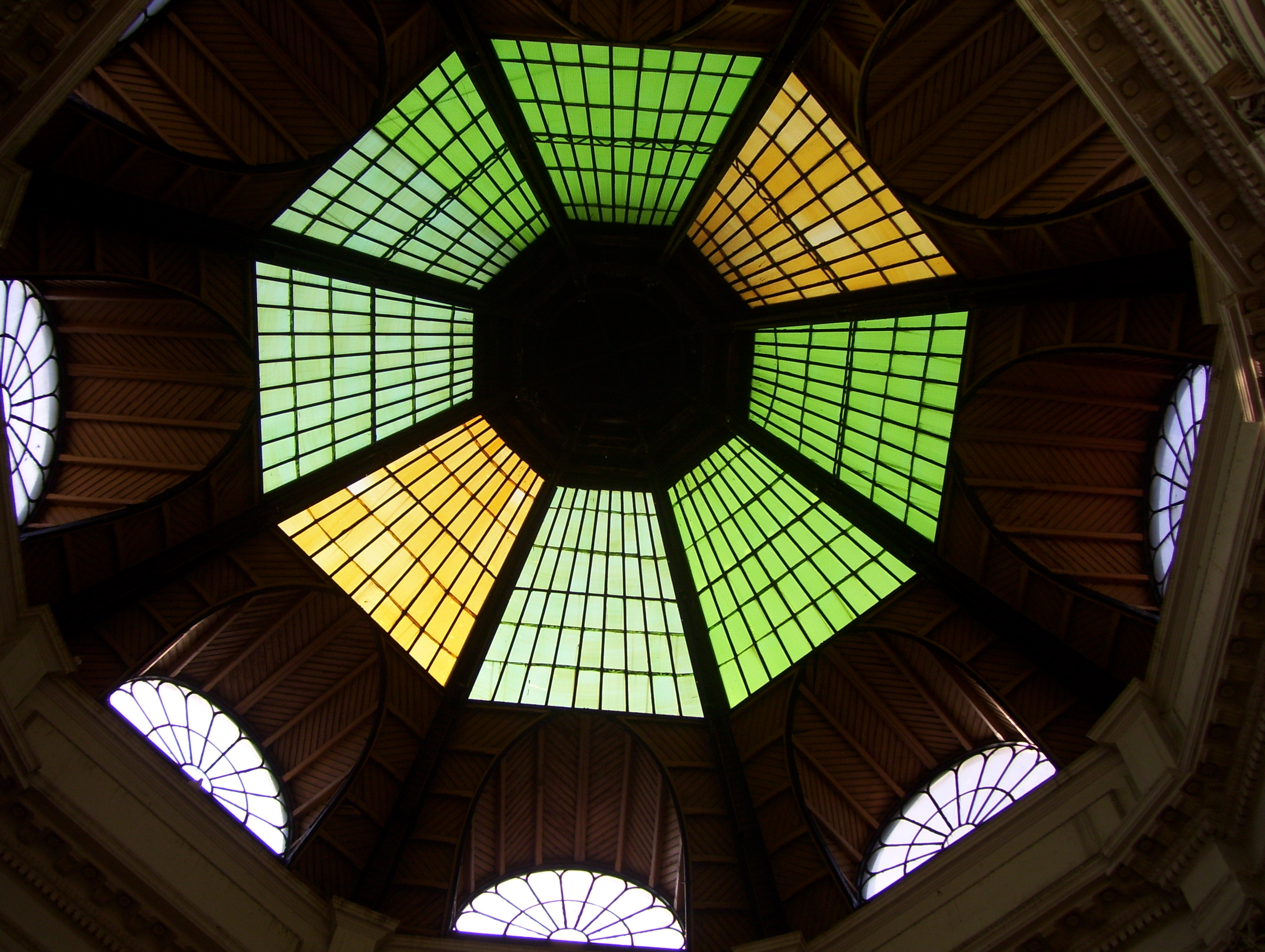
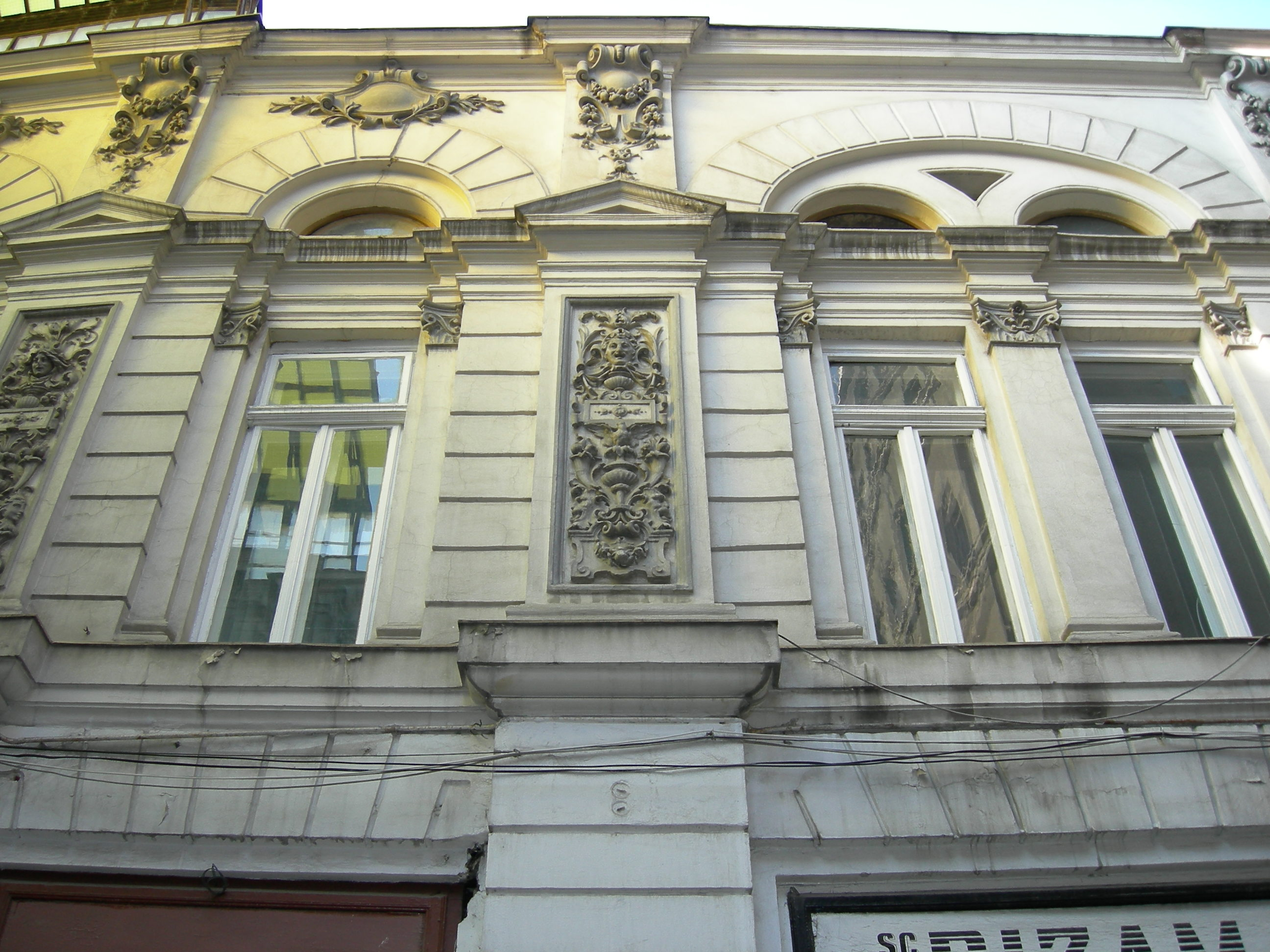
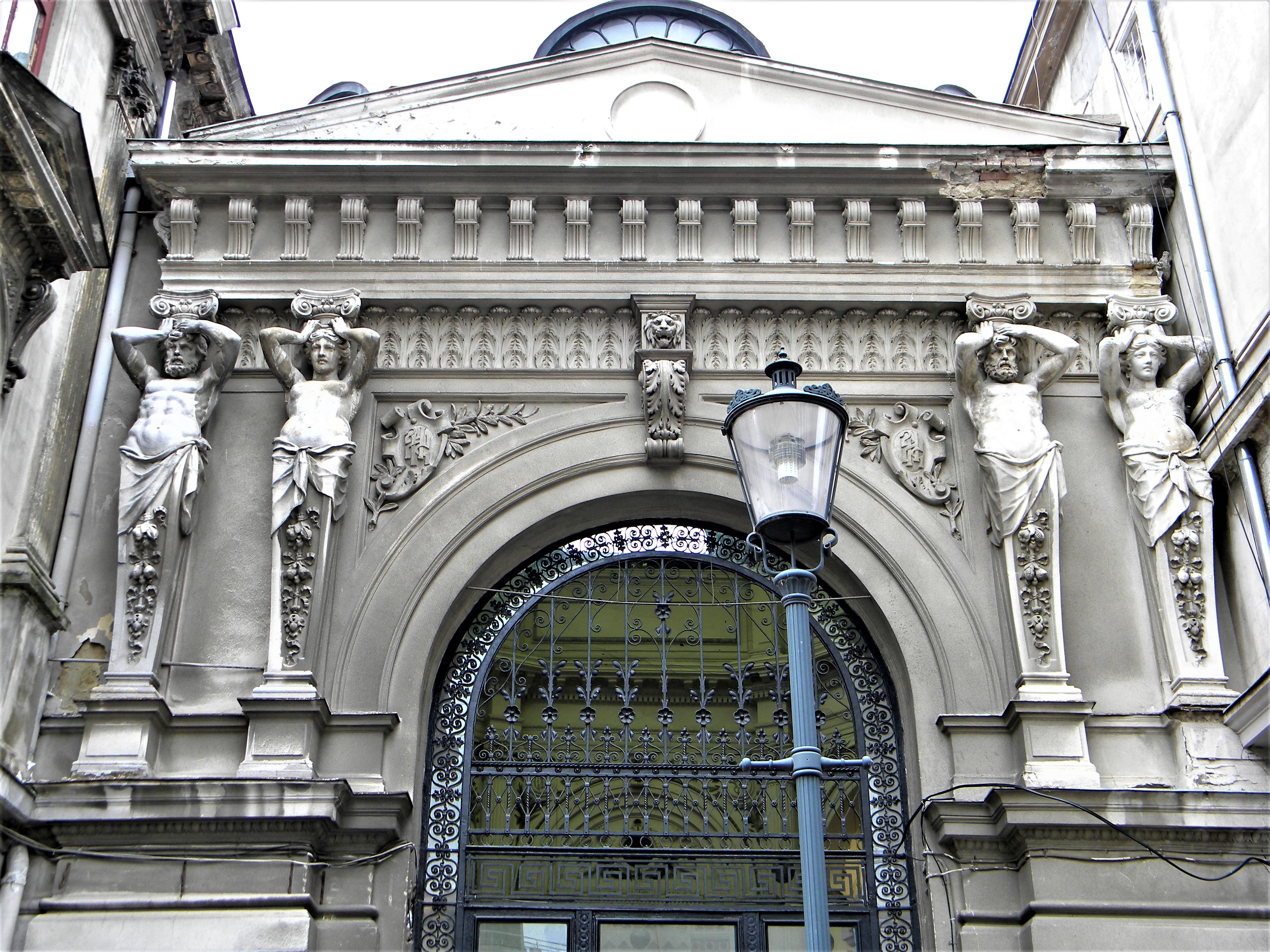